# Girio
Girio, o Gerio oppure Rogerio (... – Potenza Picena, 1270 circa), è stato un religioso francese. Secondo la tradizione, era di nobile famiglia, visse da eremita e morì durante un pellegrinaggio. Il suo culto fu approvato da papa Benedetto XIV nel 1742.

## Biografia
Le uniche informazioni sulla sua vita sono desumibili da agiografie leggendarie e fantastiche. Secondo tali fonti, era figlio del conte di Lunel e rinunciò agli agi della sua nobile condizione per ritirarsi a condurre vita ascetica in un eremo nei pressi di un ponte sul Gard, con il fratello Effrénaud.
Rimasto isolato dopo un'alluvione, riuscì a non morire di fame grazie al pane portatogli da un serpente: dopo tale prodigio, la popolazione accorreva sempre più numerosa a visitare la sua spelonca e Girio, aspirando a una vita di solitudine, decise di lasciare il luogo e imbarcarsi per la Palestina; la sua nave fece naufragio e Girio sbarcò a Corneto da dove, guidato da un'orsa, raggiunse Roma.
Avendo sentito dire che ad Ancona viveva un sant'uomo di nome Liberio, decise di recarsi a da lui ma cadde malato nei pressi di Tolentino e morì poco dopo.

## Il culto
Essendosi accesa una disputa tra le popolazioni dei paesi vicini su dove inumarlo, il suo corpo fu posto su un carro trainato da giovenche, che trasportarono il corpo fino a Montesanto.
Il culto ab antiquo tributato al santo nell'oratorio eretto in quella località, non distante da Loreto, fu confermato da papa Benedetto XIV il 1º agosto 1742.
L'elogio di san Girio si legge nel Martirologio romano al 25 maggio.. In Francia è venerato come san Gérard De Lunel solo dall'8 giugno 1837.